# 2009–2010-es magyar labdarúgó-ligakupa
A 2009–10-es ligakupa a sorozat harmadik szezonja volt, amit új formában rendezett meg az MLSZ. A címvédő a Videoton volt, mely még FC Fehérvár néven nyerte el a kupát. A Kecskeméten rendezett döntőben a Debreceni VSC 2-1-re győzte le a Paksot.

## Fordulók és időpontok
| Csoportkör (1-10. fordulók):  |                                   |
| 2009. július 22.              | Csoportkör, első forduló          |
| 2009. július 29.              | Csoportkör, második forduló       |
| 2009. augusztus 5.            | Csoportkör, harmadik forduló      |
| 2009. augusztus 19.           | Csoportkör, negyedik forduló      |
| 2009. augusztus 26.           | Csoportkör, ötödik forduló        |
| 2009. szeptember 23.          | Csoportkör, hatodik forduló       |
| 2009. november 4.             | Csoportkör, hetedik forduló       |
| 2009. november 21.            | Csoportkör, nyolcadik forduló     |
| 2009. november 28.            | Csoportkör, kilencedik forduló    |
| 2009. december 5.             | Csoportkör, tizedik forduló       |
| Középdöntő (11-16. fordulók): |                                   |
| 2010. február 24.             | Csoportkör, tizenegyedik forduló  |
| 2010. március 3.              | Csoportkör, tizenkettedik forduló |
| 2010. március 10.             | Csoportkör, tizenharmadik forduló |
| 2010. március 17.             | Csoportkör, tizennegyedik forduló |
| 2010. március 24.             | Csoportkör, tizenötödik forduló   |
| 2010. március 31.             | Csoportkör, tizenhatodik forduló  |
| Döntő:                        |                                   |
| 2010. április 28.             | Döntő                             |

## Csapatok és lebonyolítás
A 12 élvonalbeli csapatot (a nemzetközi porondon érdekelt Debrecen, Újpest, Haladás és a Honvéd csak februárban, a középdöntők során kapcsolódik be) két csoportra osztják, mindkettőből az első két helyezett jut tovább. A csoportmérkőzések július 22-én kezdődnek, s az év végéig tartanak. A középdöntők - amelyekbe már a négy kupacsapat is bekapcsolódik - februárban veszik kezdetüket.
A 2010-es döntő helyszínét a korábbiakhoz hasonlóan az MLSZ jelölte ki. A választás a kecskeméti Széktói Stadionra esett.

## Eredmények

### Csoportkör
Az a tizenkét első osztályú csapat szerepel a csoportkörben akik nem szerepelnek semmilyen nemzetközi kupában. Mindkét csoportból két-két csapat jut tovább a középdöntőbe.
| Színmagyarázat | Színmagyarázat                                                    |
| -------------- | ----------------------------------------------------------------- |
|                | A 2 csoportelső és csoportmásodik bejut a középdöntőbe.           |
|                | A csoport többi helyezettjei nem folytathatják a kupaszereplését. |

#### A csoport
| Csapat                | M  | Gy | D | V | G+ | G– | Gk  | P  |
| --------------------- | -- | -- | - | - | -- | -- | --- | -- |
| Ferencváros           | 10 | 7  | 0 | 3 | 21 | 15 | +6  | 21 |
| Nyíregyháza Spartacus | 10 | 5  | 2 | 3 | 28 | 13 | +15 | 17 |
| Vasas                 | 10 | 5  | 0 | 5 | 21 | 23 | –2  | 15 |
| MTK Budapest FC       | 10 | 3  | 4 | 3 | 15 | 16 | –1  | 13 |
| Kecskeméti TE         | 10 | 3  | 3 | 4 | 16 | 21 | –5  | 12 |
| Diósgyőri VTK         | 10 | 2  | 1 | 7 | 13 | 26 | –13 | 7  |

| 1. forduló:           |       |                       |
| Kecskeméti TE         | 0 – 3 | Ferencváros           |
| MTK Budapest          | 0 – 0 | Nyíregyháza Spartacus |
| Diósgyőri VTK         | 7 – 0 | Vasas                 |
| 2. forduló:           |       |                       |
| Vasas                 | 2 – 1 | MTK Budapest          |
| Nyíregyháza Spartacus | 2 – 0 | Kecskeméti TE         |
| Ferencváros           | 2 – 0 | Diósgyőri VTK         |
| 3. forduló:           |       |                       |
| Kecskeméti TE         | 4 – 3 | Vasas                 |
| MTK Budapest          | 1 – 1 | Diósgyőri VTK         |
| Ferencváros           | 4 – 0 | Nyíregyháza Spartacus |
| 4. forduló:           |       |                       |
| MTK Budapest          | 0 – 1 | Ferencváros           |
| Diósgyőri VTK         | 0 – 3 | Kecskeméti TE         |
| Vasas                 | 1 – 3 | Nyíregyháza Spartacus |
| 5. forduló:           |       |                       |
| MTK Budapest          | 1 – 1 | Kecskeméti TE         |
| Nyíregyháza Spartacus | 3 – 0 | Diósgyőri VTK         |
| Ferencváros           | 2 – 1 | Vasas                 |
| 6. forduló:           |       |                       |
| Ferencváros           | 4 – 2 | Kecskeméti TE         |
| Nyíregyháza Spartacus | 7 – 0 | MTK Budapest          |
| Vasas                 | 3 – 1 | Diósgyőri VTK         |
| 7. forduló:           |       |                       |
| MTK Budapest          | 3 – 0 | Vasas                 |
| Kecskeméti TE         | 1 – 1 | Nyíregyháza Spartacus |
| Diósgyőri VTK         | 3 – 0 | Ferencváros           |
| 8. forduló:           |       |                       |
| Vasas                 | 5 – 0 | Kecskeméti TE         |
| Diósgyőri VTK         | 1 – 4 | MTK Budapest          |
| Nyíregyháza Spartacus | 3 – 4 | Ferencváros           |
| 9. forduló:           |       |                       |
| Ferencváros           | 1 – 3 | MTK Budapest          |
| Kecskeméti TE         | 3 – 0 | Diósgyőri VTK         |
| Nyíregyháza Spartacus | 2 – 3 | Vasas                 |
| 10. forduló:          |       |                       |
| MTK Budapest          | 2 – 2 | Kecskeméti TE         |
| Vasas                 | 3 – 0 | Ferencváros           |
| Diósgyőri VTK         | 0 – 7 | Nyíregyháza Spartacus |

#### A góllövőlista végeredménye
| Gól                   | Név                 | Csapat                |
| --------------------- | ------------------- | --------------------- |
| 6                     | Andorka Péter       | Nyíregyháza Spartacus |
| 4                     | Rósa Dénes          | Ferencváros           |
| 4                     | Igor Pisanjuk       | Ferencváros           |
| 3                     | Marton Attila       | Vasas                 |
| 3                     | Pákolicz Dávid      | Nyíregyháza Spartacus |
| 3                     | Lippai Ákos         | Diósgyőri VTK         |
| 3                     | Ferenczi István     | Ferencváros           |
| 3                     | Szűcs Péter         | Vasas                 |
| 3                     | Batizi-Pócsi Balázs | Nyíregyháza Spartacus |
| 3                     | Bakos Szabolcs      | Vasas                 |
| 3                     | Uroš Veselič        | Kecskeméti TE         |
| 3                     | Fuád Bugerra        | Nyíregyháza Spartacus |
| 2                     | Dragóner Attila     | Ferencváros           |
| 2                     | Szabó Viktor        | Diósgyőri VTK         |
| 2                     | Gohér Gergő         | Diósgyőri VTK         |
| 2                     | Montvai Tibor       | Kecskeméti TE         |
| 2                     | Birtalan Botond     | Kecskeméti TE         |
| 2                     | Hegedűs Ádám        | Kecskeméti TE         |
| 2                     | Mundi Roland        | Vasas                 |
| 2                     | Pál Szabolcs        | MTK Budapest          |
| 2                     | Czanik Károly       | Nyíregyháza Spartacus |
| 2                     | Molnár Marcell      | MTK Budapest          |
| 2                     | Bogdan Apostu       | Nyíregyháza Spartacus |
| 2                     | Petar Divić         | Vasas                 |
| 2                     | Sindou Dosso        | Nyíregyháza Spartacus |
| 2                     | Bojan Mamić         | Ferencváros           |
| 2                     | Cristian Danci      | Nyíregyháza Spartacus |
| 1                     | 43 játékos          | 43 játékos            |
| Forrás: MLSZ adatbank |                     |                       |

#### B csoport
| Csapat            | M  | Gy | D | V | G+ | G– | Gk  | P  |
| ----------------- | -- | -- | - | - | -- | -- | --- | -- |
| Videoton          | 10 | 5  | 4 | 1 | 19 | 7  | +12 | 19 |
| Paksi FC          | 10 | 5  | 2 | 3 | 16 | 11 | +5  | 17 |
| Zalaegerszegi TE  | 10 | 5  | 1 | 4 | 17 | 17 | 0   | 16 |
| Győri ETO         | 10 | 4  | 4 | 2 | 18 | 11 | +7  | 16 |
| Kaposvári Rákóczi | 10 | 3  | 1 | 6 | 9  | 19 | –10 | 10 |
| Lombard Pápa      | 10 | 1  | 2 | 7 | 12 | 26 | –14 | 5  |

| 1. forduló:       |       |                   |
| Paksi FC          | 1 – 1 | Lombard Pápa      |
| Győri ETO         | 4 – 3 | Kaposvári Rákóczi |
| Zalaegerszegi TE  | 2 – 0 | Videoton          |
| 2. forduló:       |       |                   |
| Videoton          | 1 – 1 | Győri ETO         |
| Kaposvári Rákóczi | 0 – 1 | Paksi FC          |
| Lombard Pápa      | 5 – 2 | Zalaegerszegi TE  |
| 3. forduló:       |       |                   |
| Paksi FC          | 0 – 1 | Videoton          |
| Győri ETO         | 3 – 1 | Zalaegerszegi TE  |
| Lombard Pápa      | 0 – 1 | Kaposvári Rákóczi |
| 4. forduló:       |       |                   |
| Győri ETO         | 4 – 1 | Lombard Pápa      |
| Zalaegerszegi TE  | 3 – 1 | Paksi FC          |
| Videoton          | 4 – 1 | Kaposvári Rákóczi |
| 5. forduló:       |       |                   |
| Paksi FC          | 3 – 3 | Győri ETO         |
| Kaposvári Rákóczi | 1 – 0 | Zalaegerszegi TE  |
| Lombard Pápa      | 2 – 2 | Videoton          |
| 6. forduló:       |       |                   |
| Lombard Pápa      | 0 – 2 | Paksi FC          |
| Kaposvári Rákóczi | 0 – 0 | Győri ETO         |
| Videoton          | 1 – 1 | Zalaegerszegi TE  |
| 7. forduló:       |       |                   |
| Győri ETO         | 0 – 0 | Videoton          |
| Paksi FC          | 4 – 0 | Kaposvári Rákóczi |
| Zalaegerszegi TE  | 4 – 2 | Lombard Pápa      |
| 8. forduló:       |       |                   |
| Videoton          | 3 – 0 | Paksi FC          |
| Zalaegerszegi TE  | 1 – 0 | Győri ETO         |
| Kaposvári Rákóczi | 2 – 1 | Lombard Pápa      |
| 9. forduló:       |       |                   |
| Paksi FC          | 3 – 0 | Zalaegerszegi TE  |
| Lombard Pápa      | 0 – 3 | Győri ETO         |
| Kaposvári Rákóczi | 0 – 2 | Videoton          |
| 10. forduló:      |       |                   |
| Győri ETO         | 0 – 1 | Paksi FC          |
| Zalaegerszegi TE  | 3 – 1 | Kaposvári Rákóczi |
| Videoton          | 5 – 0 | Lombard Pápa      |

#### A góllövőlista végeredménye
| Gól                   | Név                | Csapat            |
| --------------------- | ------------------ | ----------------- |
| 5                     | Goran Vujović      | Videoton          |
| 3                     | Pap Roland         | Paksi FC          |
| 3                     | Sitku Illés        | Videoton          |
| 3                     | Vittman Ádám       | Zalaegerszegi TE  |
| 3                     | Heffler Tibor      | Paksi FC          |
| 3                     | Sipeki István      | Paksi FC          |
| 3                     | Reszli Gábor       | Kaposvári Rákóczi |
| 3                     | Prince Rajcomar    | Zalaegerszegi TE  |
| 2                     | Sánta Attila       | Győri ETO         |
| 2                     | Illés Gyula        | Zalaegerszegi TE  |
| 2                     | Gahwagi Nebil      | Lombard Pápa      |
| 2                     | Nagy Dániel        | Videoton          |
| 2                     | Béres Ferenc Tamás | Lombard Pápa      |
| 2                     | Szakály Dénes      | Videoton          |
| 2                     | Csermelyi Imre     | Győri ETO         |
| 2                     | Magasföldi József  | Zalaegerszegi TE  |
| 2                     | Alison Silva       | Videoton          |
| 2                     | Marko Dinjar       | Győri ETO         |
| 2                     | Igor Lambulić      | Kaposvári Rákóczi |
| 2                     | Vadims Žuļevs      | Lombard Pápa      |
| 1                     | 41 játékos         | 41 játékos        |
| Forrás: MLSZ adatbank |                    |                   |

### Középdöntő
A középdöntőben beszállnak a küzdelembe azok a csapatok akik szerepeltek valamelyik nemzetközi kupában (Haladás, Debrecen, Újpest, és a Budapest Honvéd). A két csoportgyőztes játssza a ligakupa döntőjét. A döntőbe elsőként a DVSC jutott be, március 30-án. Érdekesség, hogy ligakupában, március 31-én rendezték meg, az első Újpest-Ferencváros mérkőzést, hiszen az eddigi sorozatokban rendre elkerülték egymást. A mérkőzés 1–0-s ferencvárosi sikerrel zárult, 500 néző előtt, a Szusza Ferenc Stadionban. A döntő másik résztvevője, a Paks csapata lesz, akik szintén veretlenül jutottak el a fináléig, akárcsak a Debrecen.

#### A csoport
| Csapat                | M | Gy | D | V | G+ | G– | Gk  | P  |
| --------------------- | - | -- | - | - | -- | -- | --- | -- |
| Debreceni VSC         | 6 | 5  | 1 | 0 | 17 | 4  | +13 | 16 |
| Videoton              | 6 | 3  | 2 | 1 | 7  | 5  | +2  | 11 |
| Budapest Honvéd       | 6 | 1  | 2 | 3 | 8  | 8  | 0   | 5  |
| Nyíregyháza Spartacus | 6 | 0  | 1 | 5 | 2  | 17 | –15 | 1  |

Mérkőzések (az adatok csak a góllövőket tartalmazzák)
| 2010. február 16. |

| Budapest Honvéd | 1–1   | Nyíregyháza Spartacus |
| --------------- | ----- | --------------------- |
| Palásthy 92'    | (0–0) | Davidov 47'           |

| Játékvezető: Vad István |

| 2010. február 16. |

| Debreceni VSC    | 2–2   | Videoton                 |
| ---------------- | ----- | ------------------------ |
| Feczesin 40' 75' | (1–0) | Nikolics 55' Radović 73' |

| Játékvezető: Fábián Mihály |

| 2010. február 19. |

| Debreceni VSC                                   | 5–1   | Nyíregyháza Spartacus |
| ----------------------------------------------- | ----- | --------------------- |
| Coulibaly 6' 57' 66' Rudolf 22' Czvitkovics 26' | (3–0) | Miskolczi 18'         |

| Játékvezető: Oláh Gábor |

| 2010. február 23. |

| Videoton               | 2–0   | Budapest Honvéd |
| ---------------------- | ----- | --------------- |
| Horváth 43' Sándor 78' | (1–0) |                 |

| Játékvezető: Szilasi Szabolcs |

| 2010. március 9. |

| Videoton   | 1–0   | Nyíregyháza Spartacus |
| ---------- | ----- | --------------------- |
| Horváth 2' | (1–0) |                       |

| Játékvezető: Sulyok Gergely |

| 2010. március 10. |

| Debreceni VSC       | 2–1   | Budapest Honvéd |
| ------------------- | ----- | --------------- |
| Rezes 2' Bodnár 60' | (1–1) | Palásthy 40'    |

| Játékvezető: Berger József |

| 2010. március 16. |

| Videoton | 0–2   | Debreceni VSC   |
| -------- | ----- | --------------- |
|          | (0–2) | Szilágyi 6' 34' |

| Játékvezető: Solymosi Péter |

| 2010. március 17. |

| Nyíregyháza Spartacus | 0–5   | Budapest Honvéd                         |
| --------------------- | ----- | --------------------------------------- |
|                       | (0–3) | Freud 8' 43' Bojtor 32' 78' Frizoni 89' |

| Játékvezető: Gaál Gyöngyi |

| 2010. március 30. |

| Nyíregyháza Spartacus | 0–4   | Debreceni VSC                        |
| --------------------- | ----- | ------------------------------------ |
|                       | (0–2) | Bíró 17' Etogo 36' 55' Marcolini 65' |

| Játékvezető: Nagy Róbert |

| 2010. március 31. |

| Budapest Honvéd | 1–1   | Videoton   |
| --------------- | ----- | ---------- |
| Palásthy 71'    | (0–1) | Lelkes 13' |

| Játékvezető: Ring György |

| 2010. április 7. |

| Budapest Honvéd | 0–2   | Debreceni VSC       |
| --------------- | ----- | ------------------- |
|                 | (0–0) | Angyal 49' Bíró 83' |

| Játékvezető: Kispál Róbert |

| 2010. április 7. |

| Nyíregyháza Spartacus | 0–1   | Videoton      |
| --------------------- | ----- | ------------- |
|                       | (0–1) | Novaković 37' |

| Játékvezető: Gaál Gyöngyi |

#### B csoport
| Csapat      | M | Gy | D | V | G+ | G– | Gk | P  |
| ----------- | - | -- | - | - | -- | -- | -- | -- |
| Paksi FC    | 6 | 3  | 3 | 0 | 9  | 6  | +3 | 12 |
| Haladás     | 6 | 1  | 3 | 2 | 9  | 9  | 0  | 6  |
| Újpest      | 6 | 1  | 3 | 2 | 6  | 6  | 0  | 6  |
| Ferencváros | 6 | 1  | 3 | 2 | 5  | 8  | –3 | 6  |

Mérkőzések (az adatok csak a góllövőket tartalmazzák)
| 2010. február 13. |

| Újpest     | 1–1   | Paksi FC |
| ---------- | ----- | -------- |
| Takács 91' | (0–1) | Nagy 43' |

| Játékvezető: Kassai Viktor |

| 2010. március 23. |

| Haladás                                    | 4–1   | Ferencváros |
| ------------------------------------------ | ----- | ----------- |
| Kenesei 44' Simon 53' Irhás 66' Skriba 79' | (1–0) | Lipcsei 65' |

| Játékvezető: Szilasi Szabolcs |

| 2010. február 19. |

| Paksi FC                   | 3–2   | Haladás                 |
| -------------------------- | ----- | ----------------------- |
| Nagy 8' Éger 51' Vayer 89' | (1–2) | Nagy 31' Bogdanović 45' |

| Játékvezető: Kovács J. Zoltán |

| 2010. április 20. |

| Ferencváros | 0–0   | Újpest |
| ----------- | ----- | ------ |
|             | (0–0) |        |

| Játékvezető: Takács János |

| 2010. március 9. |

| Paksi FC | 1–1   | Ferencváros |
| -------- | ----- | ----------- |
| Böde 65' | (0–0) | Tóth 63'    |

| Játékvezető: Iványi Zoltán |

| 2010. március 9. |

| Újpest               | 2–0   | Haladás |
| -------------------- | ----- | ------- |
| Martin 24' Varga 74' | (1–0) |         |

| Játékvezető: Németh Ádám |

| 2010. március 16. |

| Ferencváros | 1–1   | Haladás    |
| ----------- | ----- | ---------- |
| Wolfe 39'   | (1–0) | Iszlai 90' |

| Játékvezető: Takács János |

| 2010. március 17. |

| Paksi FC               | 2–1   | Újpest     |
| ---------------------- | ----- | ---------- |
| Horváth 16' Tököli 29' | (2–1) | Martin 21' |

| Játékvezető: Berger József |

| 2010. február 23. |

| Haladás | 0–0   | Paksi FC |
| ------- | ----- | -------- |
|         | (0–0) |          |

| Játékvezető: Solymosi Péter |

| 2010. március 31. |

| Újpest | 0–1   | Ferencváros |
| ------ | ----- | ----------- |
|        | (0–0) | Tóth 55'    |

| Játékvezető: Farkas Ádám |

| 2010. április 6. |

| Haladás                         | 2–2   | Újpest                           |
| ------------------------------- | ----- | -------------------------------- |
| Irhás 76' Iszlai 85' (11-esből) | (0–0) | Electo 71' Rajczi 80' (11-esből) |

| Játékvezető: Oláh Gábor |

| 2010. április 6. |

| Ferencváros | 1–2   | Paksi FC            |
| ----------- | ----- | ------------------- |
| Shaw 63'    | (0–0) | Bartha 47' Kiss 53' |

| Játékvezető: Németh Ádám |

## Döntő
| 2010. április 28. 18:00 |

| Debreceni VSC                     | 2–1               | Paks                                       |
| --------------------------------- | ----------------- | ------------------------------------------ |
| Bódi 23' Szilágyi 76' Bernáth 39' | (1–1) Jegyzőkönyv | Völgyi 40' Gévay 15' Nikolov 32' Urbán 54' |

| Széktói Stadion, Kecskemét Játékvezető: Berger József (magyar) |

## Lásd még
- Magyar labdarúgó-ligakupa
- 2009–2010-es magyar labdarúgó-bajnokság (első osztály)
- 2009–2010-es magyar labdarúgókupa

## Külső hivatkozások
- Hivatalos honlap